# 칸유니스주
| \| \| 가자 지구 팔레스타인 \| v • d • e • h \|        |                      |               |
| 북가자주 가자주 가자 데이르알발라주 칸유니스주 라파주 |                      |               |
| Flag of Palestine                                     | 가자 지구 팔레스타인 | v • d • e • h |

칸유니스주(아랍어: محافظة خان يونس)는 팔레스타인의 행정 구역으로, 주도는 칸유니스이며 가자 지구 남부에 위치한다. 인구는 280,000명인데 이 중 전체 인구의 69.61%는 도시에, 12.8%는 농촌에 거주하고 있고 17.57%는 난민 수용소에 거주한다.